# Guerre des Nez-Percés
Guerres indiennes
Batailles
Guerre des Nez-Percés :
- White Bird Canyon
- Camp de Looking Glass
- Cottonwood
- Clearwater
- Fort Fizzle
- Big Hole
- Camas Meadows
- Yellowstone (en)
- Canyon Creek
- Cow Creek (en)
- Bear Paw

La guerre des Nez-Percés est un épisode des guerres indiennes opposant plusieurs groupes de Nez-Percés aux troupes de l'United States Army pendant l'été 1877.

## Contexte

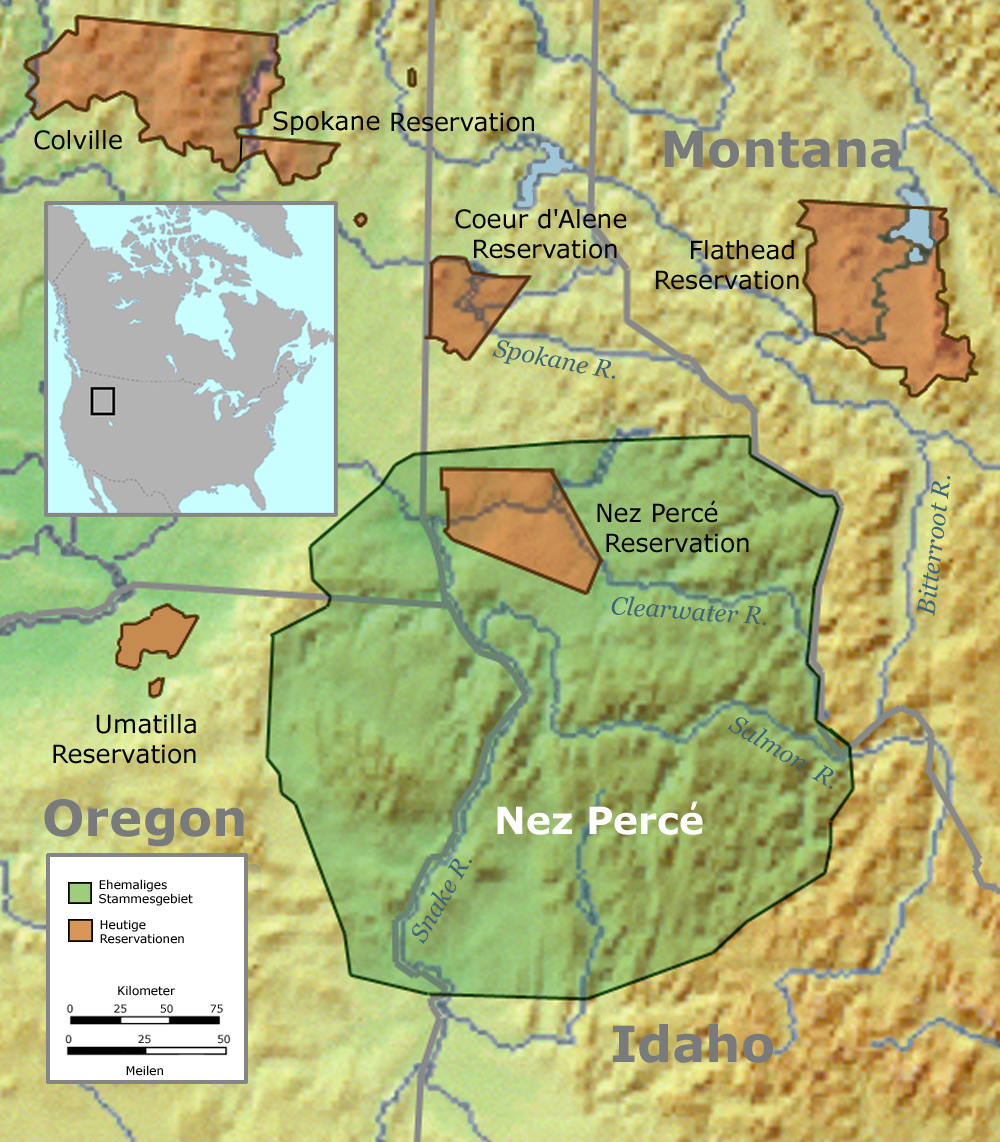
Territoire traditionnel des Nez-Percés (en vert).

Le territoire traditionnel des Nez-Percés s'étend sur une zone englobant les bassins des rivières Clearwater et Snake, dans les États actuels de l'Oregon, de l'Idaho et du Washington. Depuis leur première rencontre avec les Européens en 1805 lors du passage de l'expédition Lewis et Clark, ils ont toujours entretenu de bonnes relations avec les Américains. Lorsque la guerre Cayuse éclate en 1847, les Nez-Percés, plutôt que de soutenir leurs semblables, restent loyaux envers les États-Unis. À la fin de la guerre, en 1855, le gouverneur du territoire de Washington, Isaac Stevens, souhaite ouvrir les terres tribales à la colonisation. Lors du conseil de Walla Walla, il négocie une série de traités avec les peuples du plateau du Columbia qui définissent les limites de leurs réserves. Grâce à leur rôle durant la guerre Cayuse, les Nez-Percés ont pu obtenir de rester sur leurs terres, leur réserve englobant une grande partie de leur territoire ancestral.
Selon les termes du traité de 1855, aucun colon n'est autorisé à s'installer à l'intérieur de la réserve. En octobre 1860 cependant, de l'or est découvert à Orofino Creek, sur les terres des Nez-Percés, et de nombreux chercheurs d'or affluent et s'installent illégalement sur leurs terres, bientôt suivis par des éleveurs et des agriculteurs. Le gouvernement des États-Unis est impuissant face à l'arrivée massive de colons et échoue à les maintenir hors des limites de la réserve. La seule solution selon lui, est de réduire la taille de la réserve afin de permettre à l'armée américaine de patrouiller efficacement.
En mai 1863, les officiels américains organisent à Lapwai une rencontre avec les Nez-Percés pour négocier un nouveau traité qui prévoit une réduction de près de 90 % de la surface de la réserve. Calvin Hale, surintendant des affaires indiennes du Territoire de Washington, réussit à convaincre une partie des Nez-Percés de signer ce traité au nom de l'ensemble de la tribu. Les chefs signataires, dont Chef Lawyer, ne sont pas directement touchés par la réduction du territoire puisqu'ils vivent déjà dans les limites de la future réserve. Cinq groupes cependant n'acceptent pas ce traité et refusent d'abandonner leurs terres. Leurs chefs sont notamment Looking Glass, Husishusis Kute, Hahtalekin, White Bird et Vieux Chef Joseph.

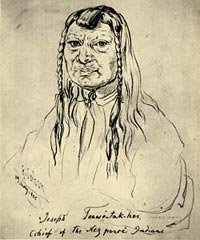
Dessin représentant Vieux Chef Joseph.

Le Sénat met quatre ans pour ratifier le traité et pendant plus d'une décennie, le gouvernement ne fait rien pour obliger les Nez-Percés à rejoindre leur réserve,. Durant l'été 1871, Vieux Chef Joseph meurt et son fils Jeune Chef Joseph lui succède à la tête du groupe des Nez-Percés de la Wallowa alors que les premiers colons s'installent dans la vallée. Chef Joseph racontera plus tard ses dernières paroles : 

« Quand je serai parti, pense à ton pays. Tu es le chef de ce peuple. Ils attendent de toi que tu les guides. Rappelle toi toujours que ton père n'a jamais vendu son pays. Tu dois te boucher les oreilles chaque fois qu'on te demandera de signer un traité pour vendre ton pays natal. Encore quelques années et les hommes blancs t'encercleront. Ils ont les yeux sur cette terre. Mon fils, n'oublie jamais mes dernières paroles. Cette terre renferme le corps de ton père. Ne vends jamais les os de ton père et de ta mère. »

Chef Joseph a conscience de l'inutilité de provoquer un conflit armé avec les Américains et prône une politique de coopération avec les colons.

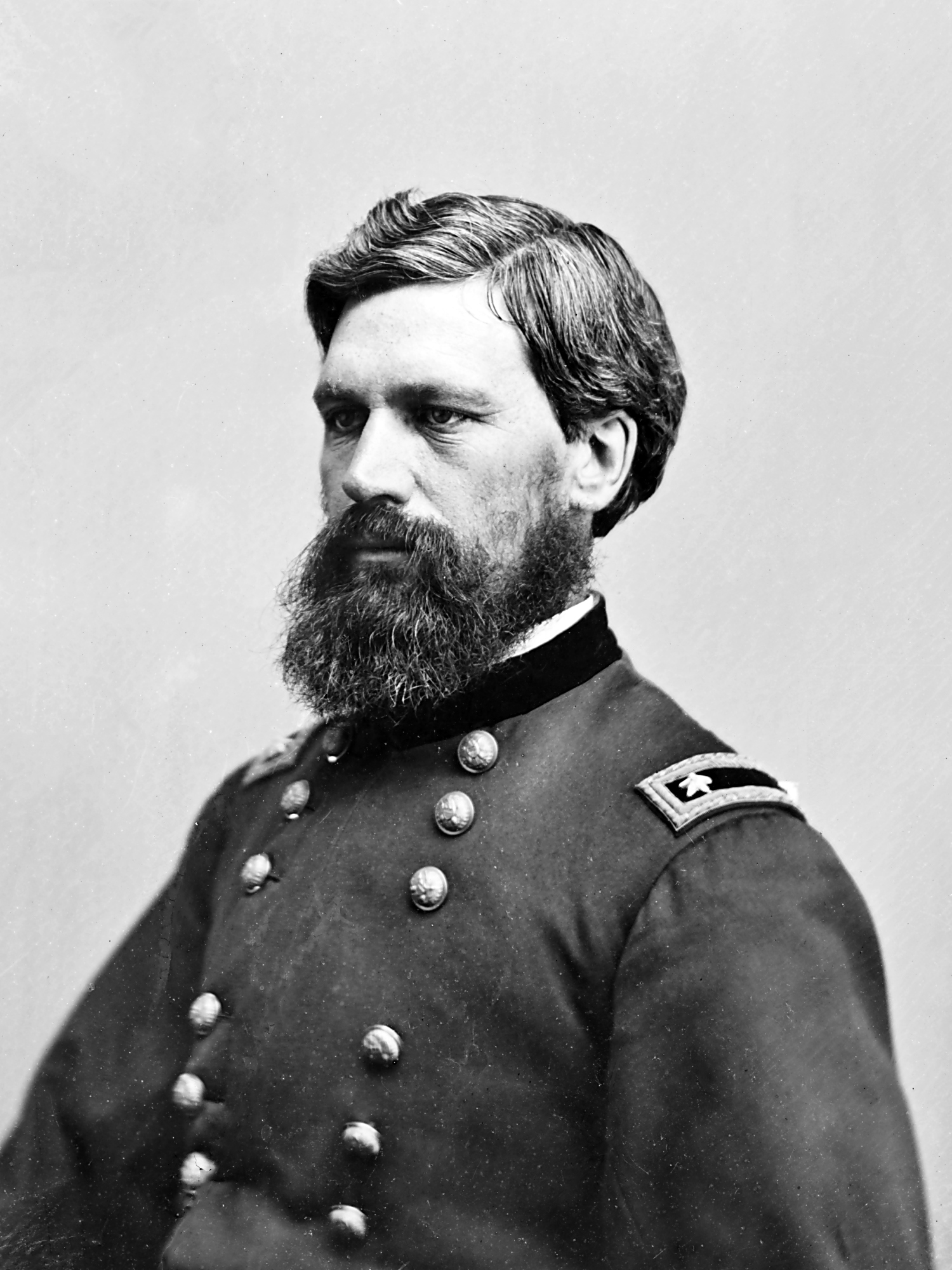
Photographie du général Oliver O. Howard durant la guerre de Sécession.

Les autorités américaines traitent les Nez-Percés avec bienveillance, remettant même en cause la légalité du traité de 1863. Dans un rapport envoyé à Washington, Oliver O. Howard qui prend le commandement du Département du Columbia en 1874, conseille de « laisser ces Indiens véritablement pacifiques […] disposer de cette modeste vallée pour eux seuls. » Entre 1871 et 1876 cependant, les tensions entre les Nez-Percés et les colons s'accroissent et plusieurs Nez-Percés sont tués sans que justice ne soit véritablement rendue. En juin 1876, deux Blancs tuent un Nez-Percé, le suspectant injustement d'avoir volé plusieurs de leurs chevaux. Dix semaines après l'incident et constatant qu'aucune arrestation n'a eu lieu, Chef Joseph et son frère Ollokot annoncent aux Blancs qu'ils ont une semaine pour quitter la vallée de la Wallowa sans quoi ils auront à en subir les conséquences. Les colons refusent et s'organisent en milice, tandis qu'Howard envoie une compagnie de cavalerie pour calmer les ardeurs des deux côtés. Il parvient à désamorcer la situation en promettant que les hommes responsables de la mort du jeune Nez-Percé seraient jugés, jugement qui n'aboutit pas à leur condamnation puisque les Nez-Percés témoins de l'incident ne se sont pas présentés le jour du jugement.

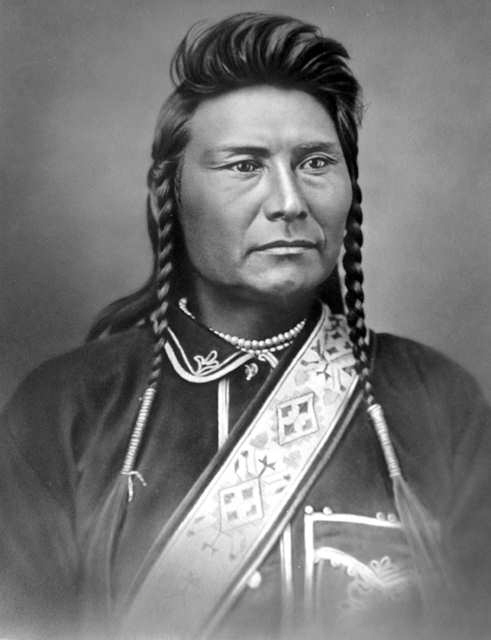
Photographie de Chef Joseph en 1877.

À la suite de cet incident, et après l'humiliation subie par l'armée américaine à la bataille de Little Bighorn quelques mois plus tôt, Howard revoit sa position et demande la tenue d'une réunion avec les Nez-Percés non-signataires du traité. Le 13 novembre 1876, à Lapwai, et contrairement à ce qu'il avait pu dire jusqu'alors, il leur annonce qu'ils sont liés par le traité de 1863 et qu'ils doivent rejoindre la réserve. Chef Joseph continue de s'y opposer, refusant de céder la vallée de la Wallowa. En mai 1877, une autre rencontre a lieu à Lapwai et cette fois, les Nez-Percés ont choisi Toohoolhoolzote comme porte-parole. Plus belliqueux et moins diplomate que Chef Joseph, il s'oppose fermement à Howard, répétant obstinément qu'il ne rejoindra pas la réserve, et finit par agacer Howard qui l'envoie pour quelques jours en prison. Les autres chefs, jugeant que toute résistance armée serait vaine, acceptent finalement de rejoindre la réserve. Au cours de la dernière rencontre qui a lieu le 14 mai, Howard leur annonce qu'ils ont 30 jours pour quitter leurs terres et rejoindre leurs nouveaux emplacements.

## Prélude
Dans les premiers jours du mois de juin 1877, les Nez-Percés ayant initialement refusé les termes du traité — environ 600 personnes — se rassemblent à proximité du lac Tolo, à quelques kilomètres au sud des limites de la nouvelle réserve. Le 13 juin, peu avant la date limite pour rejoindre la réserve, le groupe de White Bird tient une cérémonie appelée tel-lik-leen, durant laquelle les hommes paradent avec leurs chevaux en formant un large cercle autour du campement tout en se remémorant leurs prouesses accomplies lors des batailles passées. À un certain moment, un guerrier d'un certain âge nommé Hahkauts Ilpilp, raille la présence dans la cérémonie de plusieurs jeunes participants dont la mort de proches parents par des Blancs est restée impunie. L'un d'entre eux en effet, Wahlitits, est le fils de Tipyahlahnah Siskan qui s'est fait tuer trois ans plus tôt par Larry Ott le long de la rivière Salmon. Le jour même, Wahlitits et deux de ses cousins, Sarpsisilpilp et Wetyemtmas Wahyakt, partent en direction de la rivière Salmon pour retrouver Larry Ott. N'étant pas chez lui, les trois jeunes guerriers poursuivent leur expédition en amont de la rivière et tuent quatre hommes qui avaient maltraité les Nez-Percés au cours des années précédentes, en blessent un autre et volent plusieurs chevaux avant de retourner au campement. À l'annonce de ces nouvelles, les Nez-Percés sont divisés ; tandis que plusieurs jeunes guerriers encouragent de nouveaux actes de vengeance, une partie des Nez-Percés se prépare au départ, sachant que l'armée américaine répondra à ces meurtres. Les deux jours suivants, environ seize Nez-Percés emportés par la fureur de la guerre lancent de nouveaux raids sur les villages alentour, tuant dix-huit Blancs et en blessant sérieusement six autres.
Au moment où les premiers incidents se produisent, Chef Joseph et son frère Ollokot sont partis loin du campement et lorsqu'ils reviennent au lac Tolo au soir du 14 juin, leur groupe s'apprête à partir vers le nord, près de Cottonwood Creek. Le groupe de Looking Glass a quant à lui regagné ses terres situées dans les limites de la réserve. Joseph et Ollokot retrouvent leur groupe le lendemain et le 16 juin, l'ensemble du groupe se déplace de nouveau vers White Bird Canyon où les groupes de Toohoolhoolzote et de White Bird se sont déjà rassemblés.
À Fort Lapwai, Howard ne reçoit des nouvelles des attaques que le 15 juin. Il envoie alors deux compagnies de cavalerie et plusieurs Nez-Percés de la réserve sous les ordres du capitaine David Perry porter assistance aux habitants de Grangeville et Mount Idaho, à environ 80 km de Lapwai. Dans le même temps, il demande le renfort de deux compagnies de cavalerie stationnées dans la vallée de la Wallowa et l'infanterie présente à Fort Walla Walla et informe son supérieur, le général Irvin McDowell, de la situation. Perry et ses hommes arrivent à Grangeville le 16 juin au soir et bien que leurs ordres étaient de simplement protéger la ville, les habitants demandent à Perry de poursuivre et d'attaquer les Nez-Percés qu'ils ont vu se diriger le matin même vers White Bird Canyon. Ils parviennent à le convaincre de les rattraper avant qu'ils ne traversent la rivière Salmon et à 21 heures, Perry donne l'ordre à ses hommes de se préparer pour une marche de nuit. Onze citoyens volontaires de Grangeville décident de les accompagner pour leur servir de guides.

## Déroulement du conflit

### De White Bird Canyon à la Clearwater

Carte décrivant les premiers engagements de la guerre des Nez-Percés.

Le 17 juin à l'aube, les deux compagnies de cavalerie entament leur descente dans White Bird Canyon. Prévenus par des guetteurs de leur progression, les chefs Nez-Percés qui souhaitent toujours éviter la guerre décident d'envoyer un groupe de pourparlers tandis que dans le même temps, entre 60 et 70 guerriers prennent position de part et d'autre de la piste qui mène à White Bird Creek. Les Amérindiens sont ainsi en mesurer de flanquer les troupes américaines si les négociations venaient à échouer. À l'approche du groupe de pourparlers, l'un des volontaires ouvre le feu, mettant fin à toute tentative de négociation. Les Nez-Percés se mettent alors à harceler les flancs de l'armée américaine qui finit par se replier en désordre. Les Amérindiens poursuivent Perry et le reste de la cavalerie sur une trentaine de kilomètres. La première bataille de la campagne est une nette victoire pour les Nez-Percés qui n'ont subi aucune perte tandis que les Américains ont laissé 34 hommes sur le terrain.
Ayant pris connaissance de l'ampleur de la défaite, le général Howard mobilise des troupes venant des départements du Columbia et de Californie et prend en main la conduite de la campagne. Bien que toutes les troupes ne soient pas encore rassemblées, il quitte Fort Lapwai le 22 juin avec les 227 réguliers qu'il a à sa disposition et après une visite à Grangeville et Mount Idaho, arrive sur le champ de bataille de White Bird Canyon le 26 juin. Entre-temps, les Nez-Percés ont traversé la rivière Salmon à Horseshoe Bend et établi leur campement à Deer Creek, non loin du confluent de la rivière Salmon et de White Bird Creek. Certains que les Américains allaient revenir en nombre, les Amérindiens ont préféré se retirer sur la rive opposée, quitte à retraverser à un autre endroit si les soldats décidaient de les poursuivre. Même accompagnés de personnes âgées, de femmes et d'enfants et encombrés de leurs tipis et de tout leur matériel, les Nez-Percés traversent les cours d'eau avec une relative facilité, ce qui n'est pas le cas des Américains pour qui les rivières constituent de sérieux obstacles. Le 28 juin, plusieurs compagnies joignent le commandement d'Howard, portant ses effectifs à environ 400 hommes tandis que de l'autre côté de la rivière, les guerriers Nez-Percés provoquent les soldats américains, leur lançant des insultes et les incitant à traverser. Après quelques échanges de tirs, les Nez-Percés se retirent de la vallée et gagnent les hauteurs. Howard s'apprête alors à traverser la rivière Salmon mais cela lui prend trois jours pour accomplir la manœuvre et ce n'est que le 2 juillet qu'il peut se lancer à la poursuite des Amérindiens.

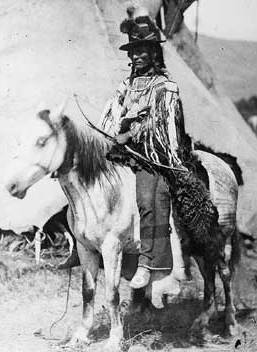
Le chef Looking Glass.

Dans le même temps, Howard a reçu une information selon laquelle Looking Glass et son groupe, installés près de la Clearwater, constitueraient une menace et pourraient se joindre au conflit. Bien qu'il se soit opposé au traité de 1863, Looking Glass a depuis le début des hostilités refusé de se joindre aux autres factions de Nez-Percés hostiles aux Américains et il s'est installé avec son groupe sur les terres de la réserve comme le demandait Howard. Pourtant, ce dernier envoie deux compagnies de cavalerie menées par le capitaine Stephen G. Whipple pour l'arrêter. Le matin du 1er juillet, Whipple attaque le village amérindien et trois Nez-Percés trouvent la mort mais il ne parvient pas à capturer Looking Glass. Au lieu de cela, le chef amérindien décide de se joindre aux autres groupes de Nez-Percés, compliquant la tâche de l'armée américaine.
De l'autre côté de la rivière Salmon, Howard réalise qu'il a perdu le contact avec les Amérindiens et qu'il doit désormais suivre leurs traces et deviner leurs intentions. Il pense qu'ils se sont séparés en deux groupes ; l'un se dirigeant vers le sud et la vallée de la Wallowa — auquel cas des troupes venant de Fort Boise sous le commandement du major John Wesley Green devraient être en mesure de l'intercepter —, et l'autre vers l'ouest et la rivière Snake. Suivant la piste tracée par les milliers de chevaux que les Nez-Percés ont avec eux, Howard conduit ses hommes à travers un terrain accidenté et sous une pluie battante mêlée de grésil. Ce n'est que le 4 juillet qu'il apprend que l'ensemble des Nez-Percés ont en réalité retraversé la Salmon à Craig's Ferry, sont repartis vers l'est et ont attaqué des soldats postés à Cottonwood. Incapables de traverser au même endroit, les Américains doivent revenir sur leurs pas.

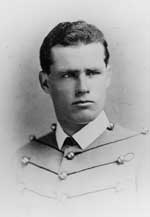
Le second lieutenant Sevier M. Rains en 1876.

Après l'attaque du camp de Looking Glass, le général Howard a demandé au capitaine Stephen G. Whipple d'établir une position défensive à Cottonwood House, un ranch abandonné, afin de protéger les convois de ravitaillement venant de Fort Lapwai. Le 3 juillet, deux éclaireurs envoyés par Whipple dans la direction de Craig's Ferry tombent sur des guerriers Nez-Percés en avant-garde du groupe principal. L'un des deux est tué, mais le second parvient à regagner Cottonwood. Whipple dépêche alors onze hommes sous le commandement du lieutenant Sevier M. Rains afin de reconnaître la position des Nez-Percés, suivis à distance par 70 autres cavaliers menés par Whipple. Pris dans une embuscade, le groupe de Rains est anéanti en quelques minutes et Whipple, voyant que les Nez-Percés sont mieux positionnés et en supériorité numérique, donne l'ordre de se retirer à Cottonwood.
Le 4 juillet, le capitaine David Perry arrive à Cottonwood en provenance de Fort Lapwai avec un convoi de ravitaillement et prend le commandement des troupes qui totalisent désormais 120 hommes. Redoutant une attaque, les Américains travaillent à améliorer leurs défenses tandis que les Nez-Percés s'apprêtent à traverser la prairie pour rejoindre le groupe de Looking Glass près de la Clearwater. Afin de protéger le groupe de non-combattants, les guerriers Nez-Percés décident de lancer une attaque sur Cottonwood House pour empêcher les troupes américaines d'interférer avec leur déplacement. En début d'après-midi, une centaine de guerriers amérindiens encerclent la position fortifiée tout en gardant leurs distances et ouvrent un feu nourri, tandis que les Américains ripostent, notamment avec des mitrailleuses Gatling. Les échanges de tirs se poursuivent jusqu'au soir, sans qu'aucun des deux camps ne subisse de pertes, et reprennent dès le lendemain matin, le temps que les non-combattants se soient suffisamment éloignés. Dans le même temps, 17 civils volontaires venant de Mount Idaho se sont fait surprendre par un groupe de Nez-Percés à environ deux kilomètres de Cottonwood House. Craignant de tomber dans une embuscade et estimant que le sort des volontaires est scellé, Perry refuse de leur venir en aide mais après une heure de discussions avec ses hommes, il envoie le capitaine Whipple avec une soixantaine de cavaliers leur porter assistance. À l'arrivée des Américains, les Nez-Percés se retirent sans que les soldats n'aient tiré un seul coup de feu. Au cours de l'affrontement, trois civils volontaires et un guerrier nez-percé ont été tués.
Les Nez-Percés installent ensuite leur campement sur les rives de la Clearwater où ils sont rejoints le 7 juillet par le groupe de Looking Glass. Sans attendre les troupes du général Howard, les citoyens volontaires ayant participé aux combats de Cottonwood se lancent à la poursuite des Amérindiens. Ayant découvert leur campement, ils se positionnent sur une colline voisine en attendant l'arrivée de l'armée mais dans l'intervalle, ils trahissent leur position lorsque l'un des volontaires décharge accidentellement son fusil. Un petit groupe de Nez-Percés se déploie alors autour d'eux et parvient à s'emparer de leurs montures. Pratiquement à court d'eau et de nourriture et toujours sans nouvelle de Howard, les volontaires profitent finalement d'une baisse d'attention des Nez-Percés pour se retirer vers Mount Idaho. Dès la réception du courrier lui annonçant la découverte du campement, Howard a lancé ses troupes sur la piste des Nez-Percés mais au lieu de rejoindre directement la position tenue par les volontaires, il progresse en un terrain accidenté sur la rive opposée de la Clearwater et finit par découvrir presque par hasard le campement amérindien en début d'après-midi du 11 juillet, quelques heures seulement après le départ des volontaires. Les Nez-Percés s'attendant à voir venir l'armée du côté d'où étaient postés les volontaires, Howard bénéficie ainsi de l'effet de surprise mais celui-ci est rendu caduc par sa décision de faire tirer son artillerie, signalant ainsi sa présence aux Amérindiens. Un groupe de guerriers nez-percés se précipite à leur rencontre et parvient à stopper leur avancée. Les échanges se poursuivent jusque dans la nuit sans qu'aucun des deux camps ne parvienne à prendre l'avantage. Le jour suivant, des dissensions apparaissent au sein des Nez-Percés et de nombreux guerriers se retirent tandis que le général Howard ordonne une charge qui finit de les mettre en fuite. Contraints d'abandonner leur village et une partie de leurs provisions, ils parviennent cependant à échapper pour quelque temps à Howard qui décide de ne pas les poursuivre immédiatement.

### Fuite vers le Montana

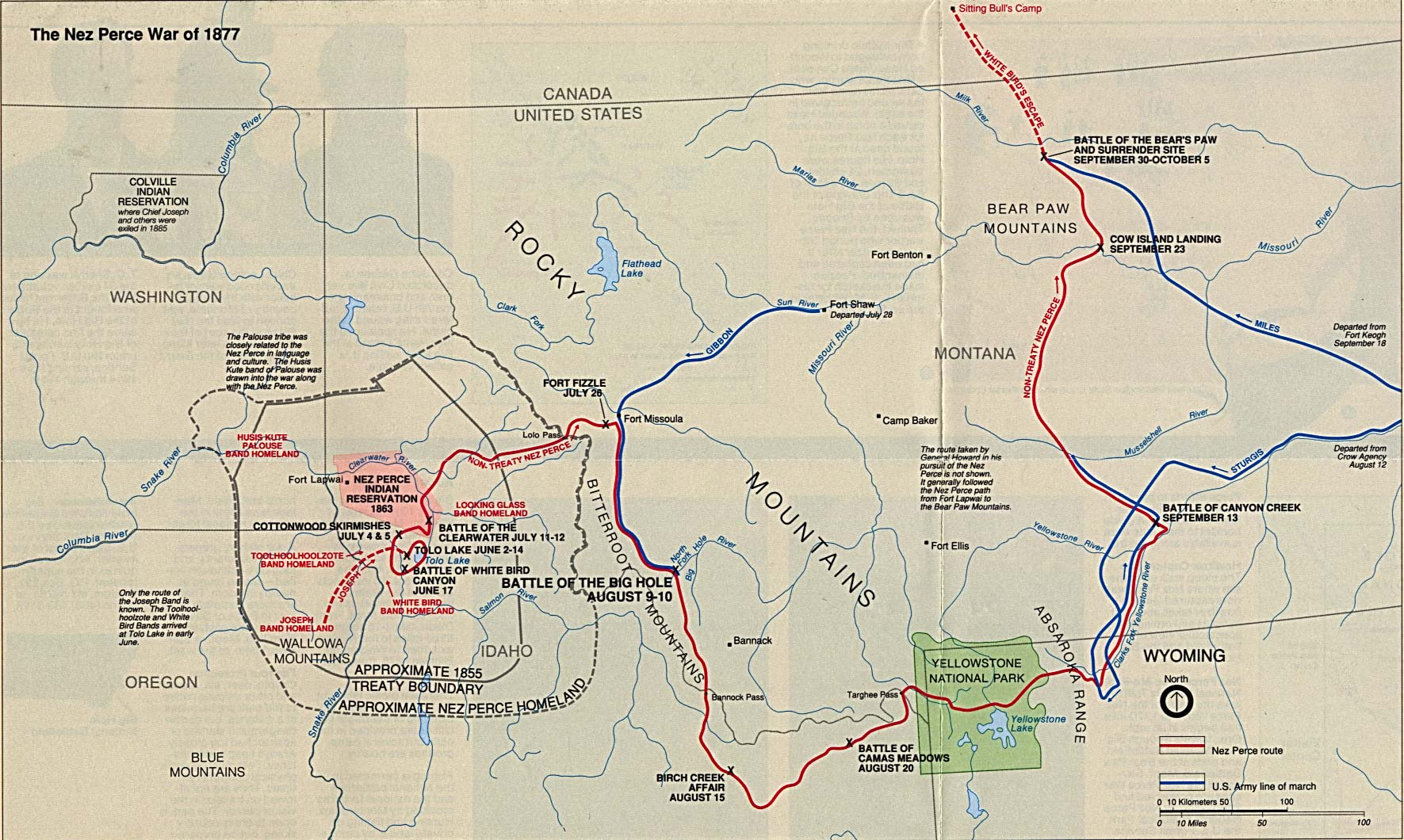
Carte décrivant les mouvements des Nez-Percés et de l'Armée des États-Unis.

Après la bataille de la Clearwater, les Nez-Percés se dirigent vers le nord en direction de Kamiah et traversent la branche centrale de la Clearwater le 13 juillet tandis que les troupes d'Howard ont repris leur poursuite. Apercevant les Nez-Percés de l'autre côté de la rivière, Howard déploie rapidement sa cavalerie et ses batteries d'artillerie mais les tirs des Nez-Percés les font se replier en toute hâte. Surpris par cette poursuite rapide, les Nez-Percés comprennent qu'ils ne seront en sécurité que lorsqu'ils auront atteint la piste Lolo dans les monts Bitterroot et décident de poursuivre leur repli vers l'est.
Le 15 juillet, les chefs nez-percés tiennent conseil près de la ville actuelle de Weippe afin de décider de la suite de leurs actions. Bien qu'ils soient unanimes sur le fait que suivre la piste Lolo jusque dans la vallée de la Bitterroot dans le Montana soit la meilleure façon d'échapper à la poursuite du général Howard, ils sont divisés quant à leur objectif final. Chef Joseph souhaite à terme retourner dans la vallée de la Wallowa ; White Bird suggère de fuir au Canada tandis que Looking Glass insiste fortement pour que la tribu continue sa marche jusque dans les plaines à bisons où ils pourront se joindre à leurs amis les Crows. Finalement, les partisans de Looking Glass l'emportent et les autres chefs acceptent de se ranger à son idée.

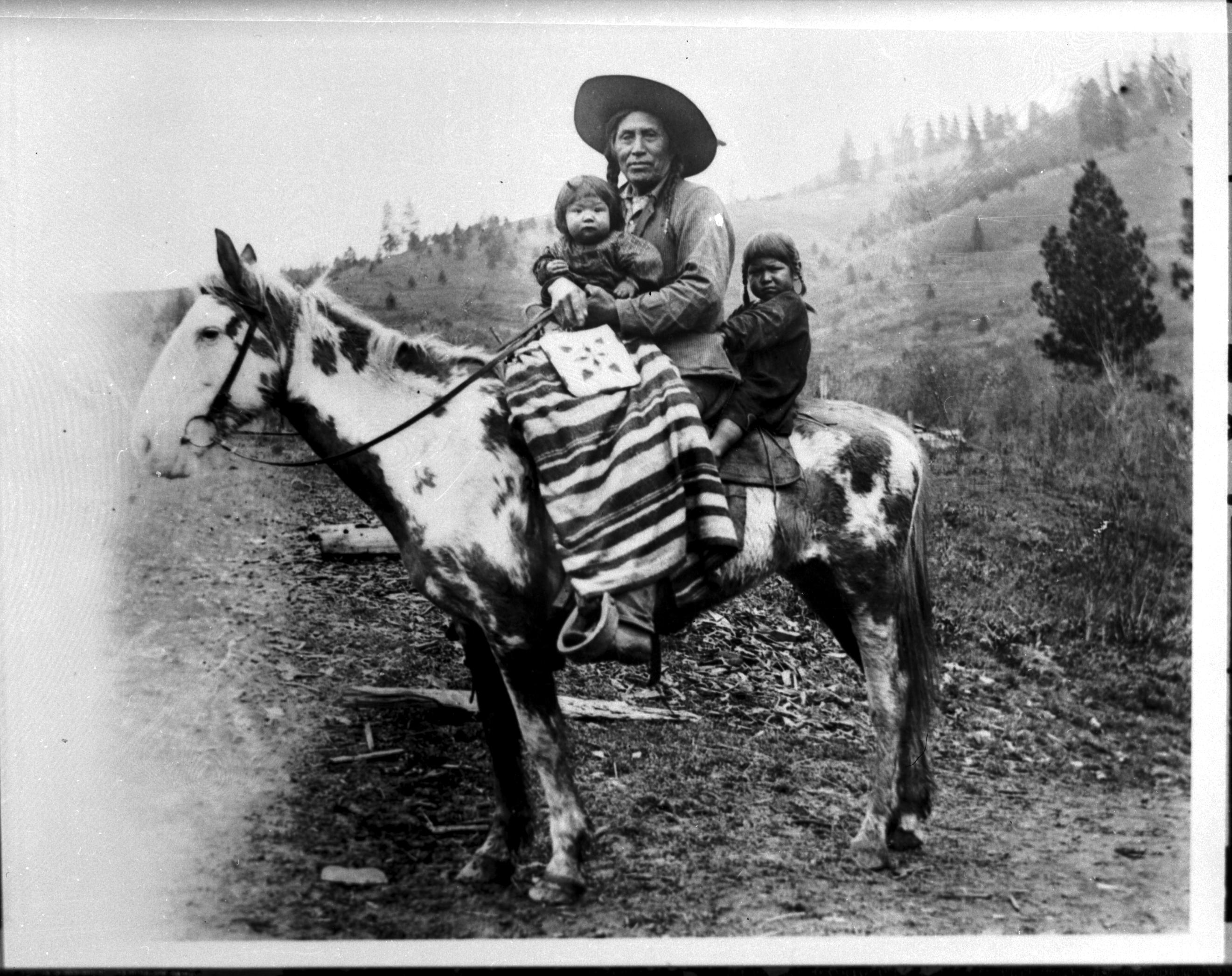
Le chef Red Heart, qui fut emprisonné en 1877 à Fort Vancouver bien qu'il n'ait pas participé au conflit.

Le même jour, Howard conduit une partie de ses troupes en aval de la Clearwater, planifiant de la franchir au bac de Dunwell puis de rejoindre l'embranchement de la piste Lolo afin de couper la route des Nez-Percés tandis que le capitaine Miller resté à Kamiah pourra menacer leur arrière. Mais après seulement quelques kilomètres de marche, Howard est informé qu'un messager de Joseph souhaite le rencontrer pour connaître les conditions d'une éventuelle reddition. Au cours des pourparlers, Howard informe le messager que Joseph aura droit à un procès équitable devant un tribunal militaire, mais seulement s'il se rend sans condition. Optimiste quant à sa reddition prochaine, Howard patiente jusqu'au lendemain mais Joseph ne se présente pas et Howard devient convaincu qu'il ne s'agissait que d'une ruse visant à immobiliser l'armée tandis que les Nez-Percés entreprenaient l'ascension de la piste Lolo. Un groupe d'une quarantaine de Nez-Percés dont le chef Red Heart se présente toutefois ce jour-là devant Howard. Récemment revenus d'une chasse au bison dans le Montana, ils ont rencontré les Nez-Percés hostiles aux Américains à Weippe mais ont décidé de ne pas les suivre, préférant se tenir à l'écart du conflit. Malgré cela, ils sont arrêtés et emmenés comme prisonniers à Fort Lapwai, puis emprisonnés pour certains à Fort Vancouver où ils ne sont libérés que neuf mois plus tard.
Le 16 juillet, tandis que les Nez-Percés ont commencé l'ascension du col Lolo, les troupes américaines s'affairent à traverser la Clearwater. Howard dépêche ensuite le major E. C. Mason en reconnaissance vers Weippe avec la cavalerie, une partie des volontaires et quelques éclaireurs nez-percés. Alors qu'ils progressent difficilement à travers les bois encombrés d'arbres morts, les éclaireurs nez-percés qui sont partis en avant-garde sont pris en embuscade. L'un d'eux est tué et deux autres sont blessés. Après avoir considéré que la piste était inappropriée pour toute autre opération de la cavalerie, Mason décide de retourner au campement. Pendant que la colonne principale des Nez-Percés progresse le long de la piste Lolo, Looking Glass conduit une partie des guerriers attaquer et saccager la sous-agence de Kamiah, incendiant des propriétés et volant plusieurs centaines de chevaux aux Nez-Percés signataires du traité de 1863.
Après l'attaque de Kamiah, Howard décide d'attendre des renforts avant de lancer une opération de grande ampleur. Il prévoit de diviser ses troupes en trois colonnes : la première, commandée par lui-même, suivra la piste des Nez-Percés jusqu'à Missoula ; la deuxième, conduite par le colonel Frank Wheaton, devra traverser le pays des Cœurs d'Alène afin de décourager d'autres peuples du Plateau de rejoindre les Amérindiens hostiles, puis empruntera la route de Mullan à Missoula où elle retrouvera Howard ; et la dernière restera en Idaho afin d'empêcher tout nouveau trouble. Après seize jours de voyage depuis Atlanta, les hommes du colonel Wheaton arrivent sur le théâtre d'opération le 29 juillet tandis que Howard a réorganisé ses troupes et se lance sur la piste Lolo le 30 juillet, deux semaines après le départ des Nez-Percés.

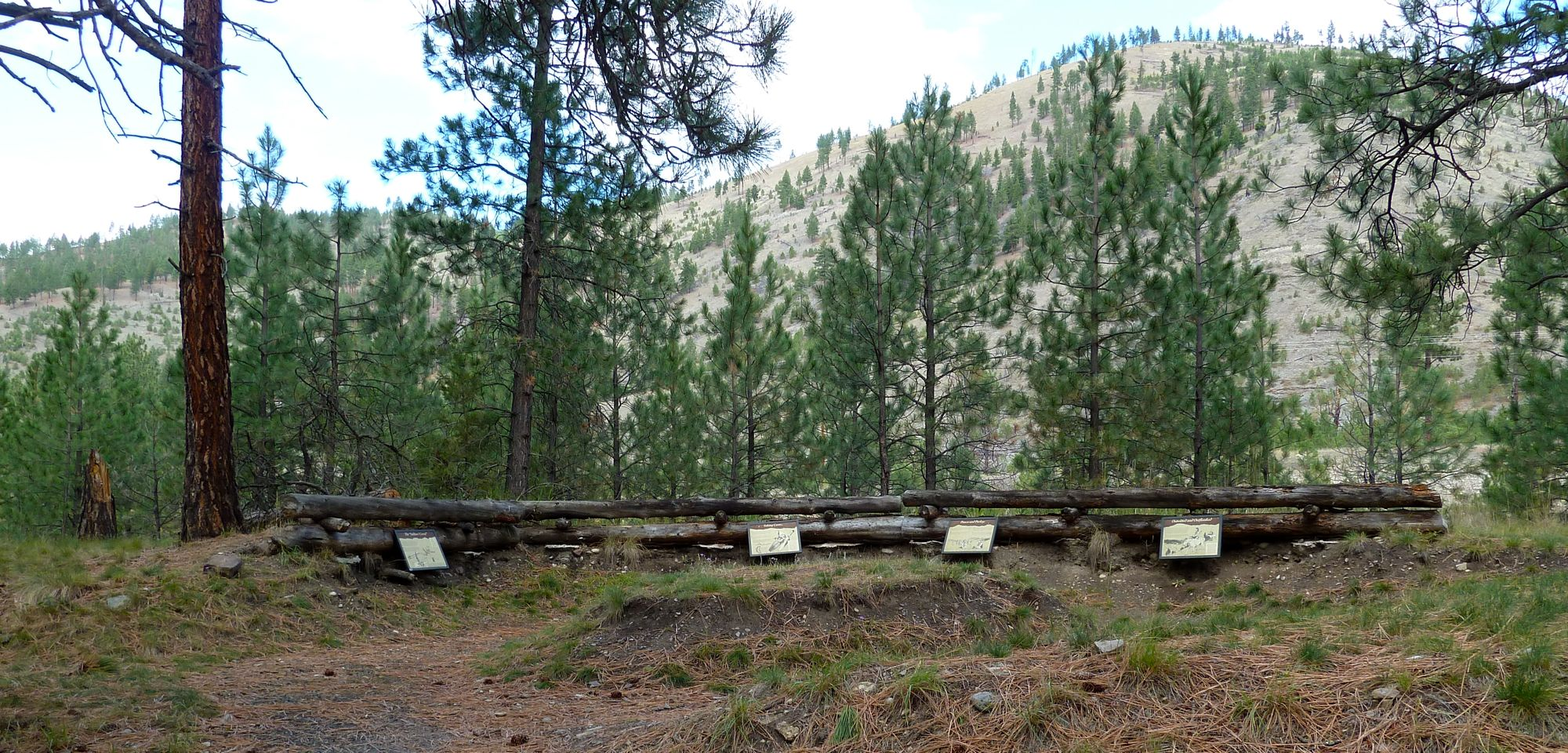
Reconstruction d'une partie de Fort Fizzle.

Comme le Montana vers lequel se dirigent les Nez-Percés se trouve hors de sa juridiction, Howard a pris soin d'avertir par télégraphe le brigadier général Alfred H. Terry, commandant du département du Dakota, de la venue probable des Amérindiens hostiles dans sa juridiction. N'ayant pas anticipé la possibilité d'une extension de la campagne des Nez-Percés dans son département, Terry ne dispose à proximité de Missoula que de deux compagnies du 7e régiment d'infanterie (en) sous les ordres du capitaine Charles C. Rawn. Le 25 juillet, Rawn conduit ses hommes à l'extrémité de la piste Lolo et commence l'établissement d'une position défensive.
- 9 août : Le colonel Gibbon, prévenu par télégraphe, attend les Nez-Percés au-delà des Bitteroots Moutains. Il surprend le campement avec deux cents hommes. La bataille de la Big Hole fait 80 morts chez les Nez-Percés, qui repoussent néanmoins les troupes américaines.
- 19 août : Chef Joseph parvient à dérober 150 mules au général Howard.
- Du 20 au 25 août : Bataille de Camas Meadows
- 22 août : Entrée dans le parc du Yellowstone

### Fuite vers le Canada

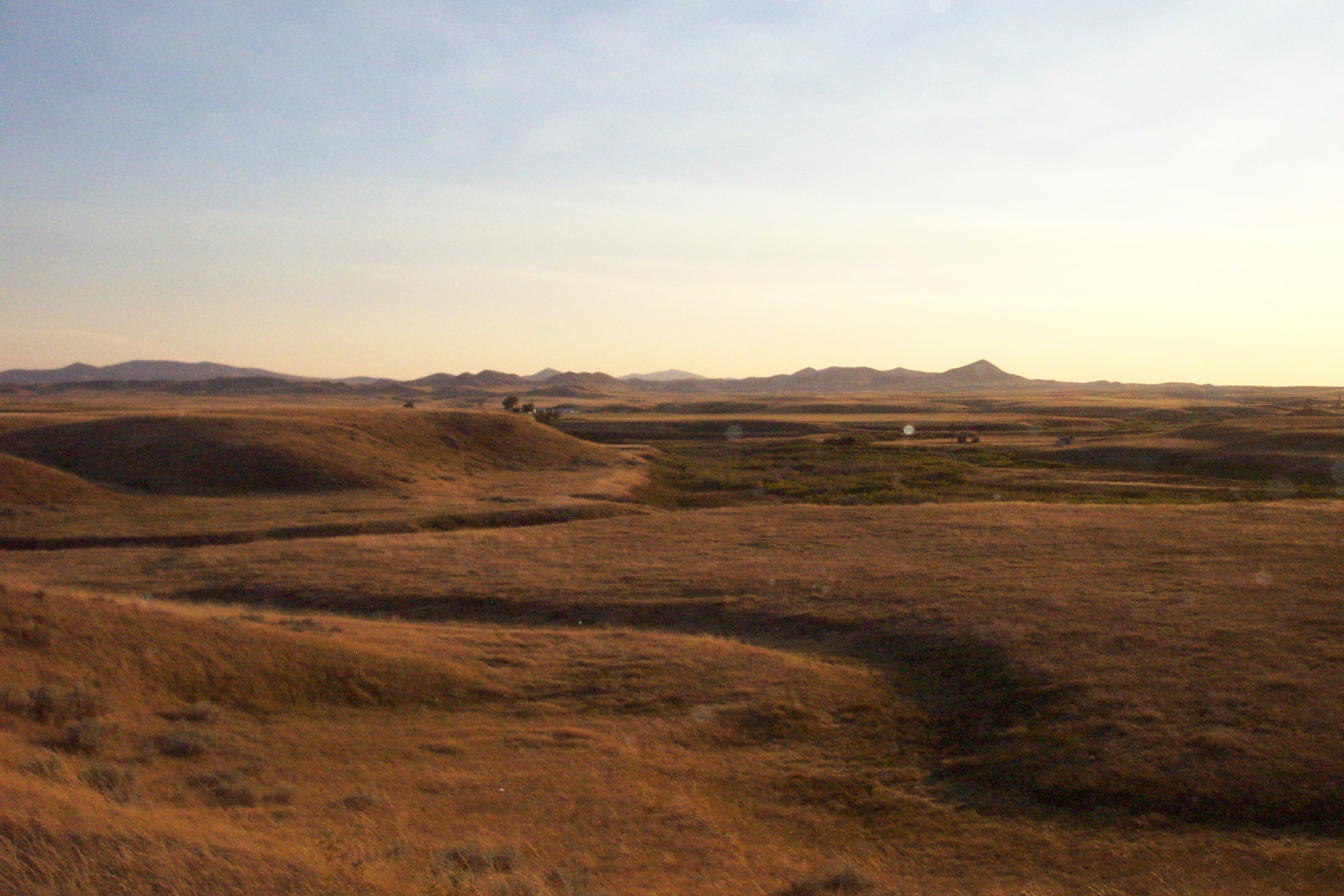
.

- 30 septembre-4 octobre : Bataille de Bear Paw ; le chef Looking Glass y trouve la mort, avec environ 20 autres Nez-Percés. Sur les 400 soldats américains, 40 ont trouvé la mort.

## Reddition

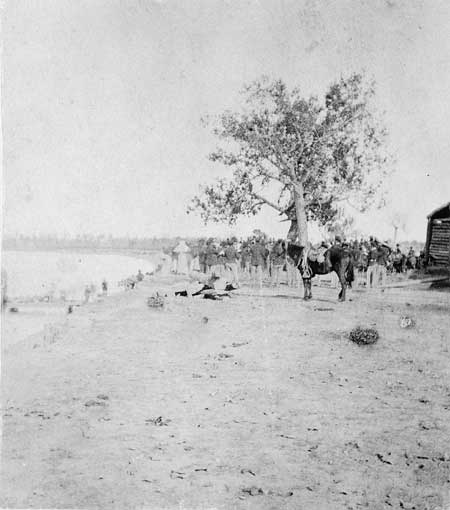
Les prisonniers Nez-Percés arrivent au cantonnement de Tongue River le 23 octobre 1877, trois semaines après leur reddition.

- 5 octobre : reddition de Chef Joseph, avec 87 hommes, 184 femmes et 147 enfants, à 70 km de la frontière canadienne.

## Épilogue
Trois cents autres Nez-Percés parvinrent au Canada. Le peuple Nez-Percés est ensuite envoyé dans la réserve indienne, en Oklahoma, où il décline rapidement. En 1885, après une campagne d'opinion en Nouvelle-Angleterre, Chef Joseph et sa tribu sont autorisés à se rendre dans une réserve du Territoire du Nord-Ouest, où on continuait de le considérer comme un danger public.